# Административное право Украины
Административное право Украины — это система правовых норм, которые регулируют общественные отношения управленческого характера, которые происходят в сфере государственно-управленческой деятельности органов исполнительной власти.
Предметом административного права Украины является система широких общественных отношений между публичной администрацией и объектами публичного управления, которые возникают в сфере властно-распорядительной деятельности, предоставления административных услуг с целью публичного обеспечения прав и свобод человека и гражданина, нормального функционирования гражданского общества и государства, с возможностью применения к нарушителям административно-правовых норм средств административного принуждения и административной ответственности.
Ведущим методом административного права является административно-правовой метод правового регулирования общественных отношений, содержание которого заключается в том, что субъект публичного управления наделен властной компетенцией, а объект обязан выполнять его законные требования. В условиях демократического правового государства указанный метод потерял авторитарные признаки, потому что уравновешивается строгим соблюдением публичной администрацией законности и возможностью объекта публичного управления обжаловать его действия в нескольких независимых инстанциях.

## Административно-правовая норма, административно-правовые отношения
Административно-правовая норма — это установленное, санкционированное или ратифицированное государством, формально определённое, юридически обязательное, охраняемое средствами государственного принуждения правило поведения участников административно-правовых отношений в целях обеспечения публичных прав и свобод человека и гражданина, нормального функционирования гражданского общества и государства.
Административно-правовые отношения — это форма социального взаимодействия публичной администрации и объектов публичного управления, возникающее на основании административно-правых норм, с целью обеспечения прав и свобод человека и гражданина, нормального функционирования гражданского общества и государства, участники которой имеют субъективные права и юридические обязанности. Административно-правовые отношения имеют структуру, которая характеризуется взаимосвязанностью всех её составляющих компонентов. К ним относят субъекты и объекты, юридические факты и содержание административно-правовых отношений.

## Принципы административного права
Принципы административного права — это основные выходные, объективно обусловленные основы, на которых строится деятельность субъектов административного права, обеспечиваются права и свободы человека и гражданина, нормальное функционирование гражданского общества и государства.

## Механизм административно-правового регулирования
Механизм административно-правового регулирования — это средства функционирования единой системы административно-правового регулирования в целях обеспечения прав, свобод и публичных законных интересов физических и юридических лиц, функционирования гражданского общества и государства.
Административно-правовое регулирование — это целенаправленное воздействие норм административного права на общественные отношения с целью обеспечения на основе административно-правовых средств, прав свобод и публичных законных интересов физических и юридических лиц, нормального функционирования гражданского общества и государства.